# Aleksandr Kupriażkin
Aleksandr Nikołajewicz Kupriażkin (ros. Александр Николаевич Купряжкин) – rosyjski generał pułkownik, oficer rosyjskich służb specjalnych.
W organach bezpieczeństwa od sierpnia 1983, od lipca 2011 pełni służbę na stanowisku zastępcy Dyrektora FSB Rosji.